# Gary D.
Gary D. (* 5. Dezember 1963; bürgerlicher Name Gerald Malke; † 1. September 2016) war ein deutscher Trance- und Techno-DJ und -Produzent.

## Leben
Gary D. begann 1980 im Alter von 16 Jahren in Hamburg seine DJ-Karriere als Gary Dee und legte damals Disco, Hip-Hop und R&B auf. Im Sommer 1988 kam er erstmals mit House, Techno und Acid in Kontakt, was seinen Musikstil stark veränderte. Er legte bald im neueröffneten Unit Club auf, bis dieser 1994 schließen musste. Anschließend wurde er bis 1997 Resident-DJ im Tunnel Club, was ihm endgültig zum Durchbruch verhalf. Es folgten Auftritte bei Großveranstaltungen wie der Mayday und der Loveparade in Deutschland oder der Goliath und der Energy in der Schweiz. Um das Jahr 2000 baute er auch Hardstyle in seine Sets ein und wurde sehr erfolgreich in den Niederlanden, wo er für Veranstaltungen wie der Qlimax, Defqon.1, In Qontrol, Decibel und Mystery Land gebucht wurde.
Bekannt wurde Gary D. auch als Produzent zahlreicher Singles und Compilations. Seit 1995 brachte Gary D. die CD-Serie D.Trance heraus. Zum Zeitpunkt seines Todes arbeitete er an der 76. Ausgabe. Seit dem Jahr 2000 gab es dazu noch die Serie D-Techno mit etwas härterem Musikstil. Außerdem stellte er die ersten sieben Alben der Serie Tunnel Trance Force zusammen. Zu seinen bekanntesten Singles gehören Die Herdplatte 100°, Kinetic Pressure und Overload.
Neben seinen Tätigkeiten als Solokünstler hatte Gary D. auch Kooperationen mit den Hamburger DJ-Kollegen Sven Dohse (Emojonal) und Boris Dlugosch (Subtle Houzze).
Gary D. starb am 1. September 2016 im Alter von 52 Jahren aufgrund einer Lungenembolie.

## Diskographie

### Compilations
- 1994–1997: Tunnel Trance Force Vol. 1–7
- 1995–2016: D.Trance (75 Ausgaben)
- 2000–2014: D-Techno (36 Ausgaben)

### Alben
- 1996: Works
- 1997: Bang!
- 1999: D-Signals
- 2001: Strike !!!
- 2004: Four
- 2009: The Sixth

### Singles (Auswahl)
- 1991: Identity EP
- 1993: Gary D. – Oh Ja Bitte
- 1993: Gary D. & Martink pres. Monoliner – Vol. 1
- 1993: Gary '138' D.* – 93
- 1994: Gary 138 D* – Slammin’ (Cut The Midrange)
- 1994: Gary D* & Arne L II* Present Airtribe – Ignition / Terra Magica
- 1995: Gollum* & Gary D. – Black Arrows / Wahnsinn
- 1995: Die Herdplatte (100°)
- 1996: Gary D. & Arne L. II* Present: Airtribe – Sunflower
- 1996: Gary D. – Anal Intruder
- 1996: Gary D. – Ice Machine Head
- 1997: Gary D. – Can’t Do Without It
- 1997: Gary D. – Take Control
- 1997: Timewarp
- 1998: Kinetic Pressure
- 1998: Overload
- 1998: Gary D. – Yellow River
- 1999: Gary D. – Donnergott
- 1999: Gary D. – Step Forward
- 2000: Gary D. – Elevate Your Mind
- 2003: B.A.S.S. Kick Down
- 2003: Raise your Hands
- 2004: Gollum* & Gary D. Feat. DJ Yanny – Black Arrows Reloaded
- 2004: Four iz the Number
- 2006: SveN-R-G & Bass-T* Hands On Gary D* – Kinetic Dimension
- 2007: Hardstylebass
- 2007: Good Shit (mit DJ B-Shock)
- 2008: Higher State Of Happiness
- 2009: The Reunion EP

### Remixe (Auswahl)
- 1994: Preacher – Salve
- 1994: Kamasutra™ – Arguments
- 1995: DJ Taucher – Infinity
- 1995: Ravelab – Seeing Is Believing
- 1995: DJ Jo – Space Harmony
- 1995: Code 21 – Wanna Play House
- 1997: Plastic Voice – Los Niños Del Parque
- 1998: ATB – 9 PM (Till I Come)
- 1998: Schiller – Das Glockenspiel
- 1998: Talla 2XLC meets Tom Wax – NRG
- 1999: Katana – Silence
- 1999: Pulsedriver – I Dominate U
- 2001: Mind-X – Voyage
- 2002: Shadow – Eternity
- 2006: Derb – Satisfaktion